# Esarcato apostolico del Venezuela dei Siri
L'esarcato apostolico del Venezuela dei Siri (in latino: Exarchatus Apostolicus pro fidelibus ritus Antiocheni Syrorum in Venetiola) è una sede della Chiesa cattolica sira. Nel 2023 contava 9.200 battezzati. È retto dal vescovo Hikmat Beylouni.

## Territorio
L'esarcato apostolico si estende a tutti i fedeli della Chiesa cattolica sira in Venezuela.
Sede dell'esarca è la città di Maracay, dove si trova la cattedrale dell'Assunzione di Maria Vergine.

## Storia
L'esarcato apostolico è stato eretto il 22 giugno 2001 con la bolla Ecclesiales communitates di papa Giovanni Paolo II.

## Cronotassi dei vescovi
Si omettono i periodi di sede vacante non superiori ai 2 anni o non storicamente accertati.
- Denys Antoine Chahda (28 giugno 2001 - 13 settembre 2001 nominato arcieparca di Aleppo)
- Iwannis Louis Awad † (17 maggio 2003 - 1º marzo 2011 ritirato)
- Hikmat Beylouni, dal 1º marzo 2011

## Statistiche
L'esarcato apostolico nel 2023 contava 9.200 battezzati.
| anno | popolazione | popolazione | popolazione | presbiteri | presbiteri | presbiteri | presbiteri                | diaconi | religiosi | religiosi | parrocchie |
| anno | battezzati  | totale      | %           | numero     | secolari   | regolari   | battezzati per presbitero | diaconi | uomini    | donne     | parrocchie |
| ---- | ----------- | ----------- | ----------- | ---------- | ---------- | ---------- | ------------------------- | ------- | --------- | --------- | ---------- |
| 2009 | 5.000       | ?           | ?           | 5          | 5          |            | 1.000                     | 1       |           |           | 11         |
| 2010 | 5.080       | ?           | ?           | 5          | 5          |            | 1.016                     | 2       |           |           | 6          |
| 2013 | 20.300      | ?           | ?           | 5          | 5          |            | 4.060                     |         |           |           | 4          |
| 2016 | 20.000      | ?           | ?           | 3          | 3          |            | 6.666                     |         |           |           | 3          |
| 2019 | 12.000      | ?           | ?           | 2          | 2          |            | 6.000                     |         |           |           | 3          |
| 2021 | 9.000       | ?           | ?           |            |            |            |                           |         |           |           | 2          |
| 2023 | 9.200       | ?           | ?           |            |            |            |                           |         |           |           |            |